# 阁兰达县
阁兰达县，是泰国南部甲米府的一个县。总面积339.8平方公里，总人口27654人，人口密度81.4人/平方公里（2005年）。

## 行政区划
阁兰达辖有5个区，37个村。